# Bronisław Knaster
Bronisław Knaster   (Varsòvia, 22 de maig de 1893 - Breslau, 3 de novembre de 1980) va ser un matemàtic polonès.

## Vida i Obra
El seu pare era un prestigiós metge de Varsòvia i quan va acabar els estudis secundaris el 1911, va marxar a París per estudiar medicina. L'esclat de la Primera Guerra Mundial el va impedir continuar els estudis de medicina i el 1915 es va matricular a la universitat de Varsòvia per estudiar lògica amb Jan Lukasiewicz. Però l'any següent es va interessar per les matemàtiques pures i, sota la influència dels grans professors que hi havia aleshores a Varsòvia: Janiszewski, Sierpinski i Mazurkiewicz, es va interessar per la topologia. Tot i que va haver d'interrompre els estudis per la guerra poloneso-soviètica (durant la qual va contraure la malària), va obtenir el seu doctorat el 1922, essent un dels primers doctors de la nova universitat polonesa de Varsòvia.
La malària va deteriorar greument la seva salut i una estança en un sanatori de Dresden no va ser de gaire ajuda. El 1924 se'n va anar a Itàlia in va rebre un nou tractament i es va poder anar recuperant progressivament. El 1929, retornat a Varsòvia, es va poder incorporar al seminari de topologia de la universitat.
L'esclat de la Segona Guerra Mundial va significar un nou trencament en la seva vida. Va haver d'abandonar Varsòvia per Lviv, va morir la seva dona el 1945 i Lviv, en acabar la guerra, ja no era Polònia sinó Ucraïna. El 1946 va decidir acceptar un lloc de professor a la universitat de Breslau, que s'havia convertit en una ciutat polonesa: Wrocław. Hi va romandre fins a la seva mort el 1980.
Knaster va publicar més de cinquanta articles en revistes científiques. La gran majoria són sobre la seva especialitat: la topologia i, més específicament, sobre temes relacionats directament o indirecta amb la teoria del continu. En aquest camp, va definir un tipus de continus indescomposables que porten el seu nom. També va fer altres aportacions importants en altres camps, com el mètode de Banach-Knaster en teoria de jocs o el teorema de Knaster-Tarski en teoria de reticles.